# Muzeum Archeologiczne Franciszkańskiego Studium Biblijnego
Muzeum Archeologiczne Franciszkańskiego Studium Biblijnego − istniejąca w Klasztorze Ubiczowania we Wschodniej Jerozolimie placówka muzealna, gromadząca przede wszystkim obiekty pochodzące z wykopalisk Franciszkańskiego Studium Biblijnego. Zbiory są własnością Kustodii Ziemi Świętej.
Uczelnia publikuje serię monografii poświęconej zbiorom muzealnym Museum.

## Historia
Założone w 1902 roku muzeum, swoją pierwotną siedzibę miało w Klasztorze Najświętszego Zbawiciela w Jerozlimie przy St. Francis Street. Od początku swojego istnienia było związane z Franciszkańskim Studium Biblijnym, które zostało założone rok wcześniej z inicjatywy kustosza Ziemi Świętej o. Ferdinando Ganniniego OFM. Opiekunem muzeum był wówczas o. Prosper Viaud OFM. Ponowna fundacja Studium Biblijnego miała miejsce za urzędowania kustosza o. Ferdinando Diotalleviego OFM w 1923 roku. Nową siedzibę w Klasztorze Ubiczowania przy Via Dolorosa zainaugurowano 7 stycznia 1924 roku. Od tego momentu siedzibą muzeum archeologicznego stał się ten sam franciszkański konwent. Udostępnienie stałej ekspozycji nastąpiło 10 lutego 1931 roku. Pierwszy katalog został opublikowany przez o. Bellarmino Bagattiego OFM w roku 1939, a pierwszym kuratorem wystawy muzealnej został amerykański archeolog o. Sylvester Saller OFM. W latach 1954–1973 dyrektorem był o. Augustus Spijkerman OFM. Następnie funkcję tę pełnił, aż do swej śmierci w roku 2008, włoski archeolog o. Michele Piccirillo OFM. Obecnie dyrektorem muzeum jest palestynolog o. Eugenio Alliata OFM.

## Zakres zbiorów
Trzonem pierwotnej kolekcji muzealnej były przedmioty liturgiczne pochodzące z klasztoru franciszkańskiego w Betlejem – Skarbiec betlejemski – oraz duży zbiór fajansowych naczyń z jerozolimskiej apteki klasztornej. W tym pierwszym okresie powstał również model Jerozolimy br. Emile Dubois OFM, stanowiący dzisiaj część zbiorów muzealnych. Zanim przeniesiono zbiory do klasztoru przy Via Dolorosa, muzeum wzbogaciło się w kolekcję starożytnych monet podarowaną przez o. Hyacinth Tonizzę OFM oraz przedmioty pochodzące z wykopalisk w Egipcie, te ostatnie podarowane przez o. Cleophasa Steinhausena OFM. Botanista o. Gianmaria Amadori OFM ofiarował i usystematyzował zbiór palestyńskiej flory i fauny. Wraz z rozwojem Studium Biblijnego i prowadzonymi pracami wykopaliskowymi przez jego wykładowców do muzeum trafiały kolejno znaleziska pochodzące z Góry Nebo, En Kerem, Betfage, Getsemani, Pustyni Judzkiej, Nazaretu, Kafarnaum, Emaus, Betani, Dominus flevit i Jerozolimy (Syjon, Bazylika Bożego Grobu). Kolekcję wzbogacano o kupowane na rynku jerozolimskim artefakty, monety i przedmioty ceramiczne. Część zbiorów stanowi też duża kolekcja rzeźb i kamiennych artefaktów prezentowanych w lapidarium i na dziedzińcu klasztornym. Do kolekcji epigraficznej należą inskrypcje w językach greckim, łacińskim, hebrajskim, syriackim, arabskim, paleobabilońskim, asyryjskim, koptyjskim i gruzińskim. W muzeum znajduje się duża kolekcja monet z różnych miejsc i okresów, m.in. złote monety z okresu powstania Bar-Kochby pochodzące z wykopalisk oo. Corbo i Loffredy na Herodionie, czy skarb ponad 24 tys. monet z synagogi w Kafarnaum. Do kolekcji muzealnej włączone zostały bogate zbiory ceramiki zakupione przez o. Loffredę.